# تومي واتسون
تومي واتسون (بالإنجليزية: Tommy Watson)‏ (29 سبتمبر 1969 بليفربول في المملكة المتحدة - ) هو لاعب كرة قدم بريطاني في مركز الوسط. لعب مع غريمسبي تاون وهال سيتي وCleethorpes Town F.C. ‏.

## وصلات خارجية
- تومي واتسون على موقع Soccerbase.com (لاعب) (الإنجليزية)